# Uriah Heep (personnage)
Pour l’article homonyme, voir Uriah Heep (groupe).
Uriah Heep est un personnage de David Copperfield, roman de Charles Dickens publié en 1849.

## Rôle dans le roman
Le personnage se caractérise par son humilité mielleuse, son obséquiosité et son hypocrisie. Sa façon de s'adresser à David par « Maître Copperfield » est si souvent répétée par Dickens qu'il ne peut paraître sincère. Il est l'antagoniste central de la partie finale de l'ouvrage. David le rencontre pour la première fois alors qu'il habite avec M. Wickfield et sa fille Agnès. Uriah travaille en tant que commis de M. Wickfield, en raison de l'alcoolisme de M. Wickfield, Uriah contrôle la plus grande part de la vie et des affaires de son patron. Il parvient finalement à se hisser au rang d'associé dans les affaires de ce dernier. Son ambition ultime étant d'épouser Agnès afin d'obtenir la fortune de Wickfield. Comme la plupart des méchants de Dickens, sa principale motivation est la cupidité. Heep est finalement mis en échec par M. Micawber et Thomas Traddles, avec l'aide de David et d'Agnès. Vers la fin du roman, on le retrouve dans la prison de M. Creakle où il a repris ses manières « humbles », et se comporte en prisonnier modèle.
Alors même que David Copperfield est autobiographique, il n'y a aucune preuve que Heep ait été un acteur de la vie de Dickens, cependant certains voient dans son maniérisme et ses attributs physiques le portrait de Hans Christian Andersen, que Dickens rencontra avant d'écrire son roman.

## Le personnage hors du roman

### Qualificatif
Les talents de manipulateur et l'hypocrisie d'une personne peuvent lui valoir d'être traitée de « Uriah Heep » comme Lyndon Johnson le fut dans la biographie de Robert Caro ou comme le personnage Seymour Fleming, dans la pièce Place au rythme (Babes in Arms) de Richard Rodgers. Ce terme est l'équivalent de béni-oui-oui en français.

### Rock
Le groupe britannique de rock, Uriah Heep, lui doit son nom. C'est Gerry Bron le producteur du groupe, qui le leur suggéra en 1969 (ils s'appelaient jusque-là les « Spice »). Dickens était partout cette année-là, en préparation de la commémoration du centième anniversaire de sa mort (1870).